# Grupo Desportivo Recreio Bidoeirense
Maillots
Le Grupo Desportivo Recreio Bidoeirense est un club de football portugais basé à Bidoeira de Cima.

## Histoire
Fondé en 1977, le GDR Bidoeirense fait ses débuts dans les championnats régionaux. Sans particulièrement briller il atteint seulement les divisions nationales à la fin des années 1990. Pour sa première saison en 1996-97, le club évite de peu la relégation en finissant quatorzième. Le club arrive cependant à se maintenir et parvient même à finir huitième pendant la saison 1998-99, de la qui connait les plus belles années du GDR Bidoeirense.
Cependant le club reste un long moment stabilisé en troisième division, principalement localisé en milieu de tableau. Depuis la saison 2003-04 le club arrive de justesse à tenir, chaque saison en troisième division, mais craque pendant la saison 2006-07 en finissant seizième. Le club en difficultés financières, prend une année sabbatique avant de revenir pendant la saison 2008-09, alors placé en deuxième division du district.
Pendant cette saison 2008-09, le club finit quinzième de deuxième division du district puis deuxième la saison suivante avant d'abandonner le football en senior. Depuis l'équipe est toujours en activité, principalement envers les équipes de jeunes.

## Joueurs emblématiques
| - Bacari Djaló - Duarte - Kata | - Kikó - Mário Balseiro - Morais |

## Palmarès
| Compétitions nationales | Compétitions régionales |
| --- | ----------------------- |
| - Championnat du Portugal D4 (0) - Meilleure performance : 8e (1998-99) - Coupe du Portugal (0) - Meilleure performance : 1/64 final (1999-00) | Vierge                  |